# Badanie fizykalne
Badanie fizykalne, badanie przedmiotowe – część badania lekarskiego, lekarsko-weterynaryjnego lub pielęgniarskiego składająca się z oglądania (łac. obductio), omacywania (łac. palpatio), opukiwania (łac. percussio) i osłuchiwania (łac. auscultatio).
Dla fizjoterapeuty ważna jest nie tylko ocena jednostkowego pomiaru antropometrycznego, to znaczy budowy (waga i wzrost osobniczy, obwód i długość kończyny) lub funkcji (siła ścisku ręki, zakres ruchu w stawie), ale i również ocena zachowania ruchowego osoby niepełnosprawnej. Wynik badania przedmiotowego może być opisem słownym lub pomiarem antropometrycznym. Zachowania ruchowe można ocenić na podstawie wyników testów czynnościowych dwojakiego rodzaju:
1. testy kodowe (skale liczbowe) – na ich podstawie badający ocenia funkcje badanego (subiektywnie i według arbitralnie ustalonej punktacji)
2. testy instrumentalne – przeprowadzane instrumentami pomiarowymi.